# Elymnias abrisa
Elymnias abrisa är en fjärilsart som beskrevs av William Lucas Distant 1886. Elymnias abrisa ingår i släktet Elymnias och familjen praktfjärilar. Inga underarter finns listade i Catalogue of Life.